# 朝日电视控股
株式会社朝日电视控股（日语：／ Terebi Asahi Hōrudingusu），简称朝视控股（日语：テレ朝ホールディングス）、朝日电视HD或朝视HD，是日本的一家以大众媒体为业务中心的控股公司，成立於2014年4月1日，为日本五大民营电视台中最晚依《廣播法》成立的廣播控股公司。

## 概要
1957年11月1日，朝日电视台的前身“株式会社日本教育电视台”（株式会社日本教育テレビ，英文简称NET）成立，并于1959年2月1日开播，当时以教育节目为主。1973年，NET电视台以严重经营不善为由，获取了综合电视台的执照，并于1977年4月1日改名为“全国朝日放送株式会社”（全国朝日放送株式会社，英文简称ANB，通称“朝日电视台”）。2003年，公司运营主体名称改为“株式会社朝日电视”（株式会社テレビ朝日，英文简称EX），直到2014年4月1日，朝日电视台采用广播控股公司制度，原本的公司法人“株式会社朝日电视”在2014年4月1日更名为“朝日电视控股株式会社”。

### 沿革
- 2013年7月31日，株式会社朝日电视召开董事会，决定于2014年4月采用广播控股公司制度[4]。
- 2013年10月15日，“朝日电视分割准备株式会社”（テレビ朝日分割準備株式会社）成立，为株式会社朝日电视子公司。
- 2014年4月1日，“株式会社朝日电视”正式更名为“朝日电视控股株式会社”，其电视广播业务则由新的“株式会社朝日电视”（朝日电视控股的全资子公司）承接[3]，株式会社BS朝日及株式会社CS One Ten（日语：シーエス・ワンテン）也成为朝日电视控股的子公司。
- 2014年6月27日，朝日电视控股召开股东大会及董事会，早河洋（日语：早河洋）及吉田慎一（日语：吉田慎一）分别就任朝日电视控股CEO及社长。
- 2016年4月11日，和Cyber Agent共同出資設立網路電視『AbemaTV』。
- 2017年3月，靜岡朝日電視台、東日本放送、福島放送三家公司成為權益法適用關聯企業[5]。
- 2017年10月，青森朝日放送、山形電視台、長野朝日放送三家公司成為權益法適用關聯企業。
- 2018年3月，秋田朝日放送、新潟電視台21成為成為權益法適用關聯企業。
- 2019年3月，岩手朝日電視台成為權益法適用關聯企業[6]。

## 主要股东
以下为截至2015年3月31日的信息：
| 股东                              | 持股数量     | 所占比例 |
| --------------------------------- | ------------ | -------- |
| 朝日新聞社                        | 26,951,840股 | 24.83%   |
| 東映                              | 16,400,200股 | 15.11%   |
| 香雪美術館                        | 05,030,000股 | 04.63%   |
| 瑞穗信託银行                      | 04,030,000股 | 03.71%   |
| 日本信託服務銀行                  | 03,806,100股 | 03.51%   |
| 九州朝日放送                      | 03,333,500股 | 03.07%   |
| CGML PB CLIENT ACCOUNT/COLLATERAL | 02,446,300股 | 02.25%   |
| 朝日新闻文化财团                  | 02,297,100股 | 02.12%   |
| 里庫路特控股                      | 02,100,000股 | 01.93%   |
| 日本Master Trust信託銀行          | 01,922,700股 | 01.77%   |

## 关联企业
以下为截至2015年3月31日的信息：

### 事业子公司
- 株式会社朝日电视（朝日电视台）
- 株式会社BS朝日
- 株式会社CS One Ten

#### 原属BS朝日的子公司
- 株式会社BS朝日Sounds（2014年1月8日成为朝日电视音乐的子公司，同年3月被吸收合并[8]）

### 其他关联企业

#### 连结子公司
- 朝日电视映像（日语：テレビ朝日映像）株式会社
- 株式会社朝日电视服务（日语：テレビ朝日サービス）
- 株式会社朝日电视音乐（日语：テレビ朝日ミュージック）
- 株式会社Video Pack Nippon（日语：ビデオ・パック・ニッポン）
- 株式会社FLEX（日语：フレックス）
- 株式会社日本有线电视（日语：日本ケーブルテレビジョン）
- SHIN-EI動畫株式会社
- 株式会社放送技術社（日语：放送技術社）
- 株式会社Ropping Life（日语：ロッピングライフ）
- 株式会社TAKESYSTEMS（日语：テイクシステムズ）
- 株式会社Trust Network（日语：トラストネットワーク）
- 株式会社朝日电视Create（日语：テレビ朝日クリエイト）
- TV Asahi America, Inc.（美国子公司）
- 株式会社朝日电视Ask（日语：テレビ朝日アスク）
- 株式会社朝日电视Mediaplex（日语：テレビ朝日メディアプレックス）
- 株式会社朝日电视Best

#### 持分法適用关联公司
- 东映动画株式会社
- 株式会社文化工房（日语：文化工房）
- 株式会社Media Mix Japan（日语：メディアミックス・ジャパン）
- 株式会社AbemaTV